# Shannon (enhet)
Shannon (enhet) (symbol Sh), också känd som en bit, är en enhet av information och av entropi definierad av IEC 80000-13. En shannon är informationsinnehållet i en händelse som inträffar när dess sannolikhet är 0,5.  Den är också entropin hos ett system med två lika sannolika tillstånd. Om ett meddelande är gjort av en sekvens av bits där alla möjliga bitsekvenser är lika sannolika, är meddelandets informationsinnehåll i shannon lika med antalet bits i sekvensen.  På grund av detta och av historiska skäl, är en shannon vanligen känd som en bit, trots att "bit" också används som enhet för datamängd.
Enheten shannon är uppkallad efter Claude Shannon.